# Миллер, Лукиан Адамович
Ми́ллер, Лукиа́н Ада́мович (нем. Lucian Müller; 17 марта 1836, Мерзебург — 24 апреля 1898, Санкт-Петербург) — немецкий филолог-антиковед, издатель текстов, педагог. Много работал в России.

## Биография
Родился в семье врача Фридриха Миллера. В трёхлетнем возрасте лишился отца, а затем и матери. Первоначальное образование получил в Иоахимстальской гимназии в Берлине, где занимался у Августа Мейнике (1846—1854, с 1849 года — пансионер), получив основательные знания в грамматике, стилистике, просодии и метрике латинского языка. В 1854—1861 годах обучался в Университете Фридриха Вильгельма (с 1949 года — Берлинский университет Гумбольда). Кроме того, в 1855 году, уже будучи студентом, он прослушал курс в Халле у Готфрида Бернхарда. В 1856 году участвовал в объявленном Берлинским университетом конкурсе на написание сочинения, посвящённого языку и метрике Лукреция. В том же году он начал свою литературную деятельность, опубликовав в 11-м томе журнала «Philologus» статью «De Ovidii amorum libris». В 1861 году защитил докторскую диссертацию на тему: «De scholicis observantiis poetarum veterum». В 1862 году отправился домашним учителем в Голландию, продолжая научные занятия в Гааге и Лейдене, написал там свою вторую работу «Geschichte der klassischen Philologie in den Niederlanden». В 1867 году стал приват-доцентом Боннского университета, рассчитывая занять в нём кафедру. Осенью 1870 года получил приглашение И. Б. Штейнмана, директора Петербургского историко-филологического института возглавить кафедру римской словесности в Институте (до 1898 года — ординарный профессор кафедры римской словесности), а в сентябре 1873 года утверждён профессором римской словесности и греческого языка в Санкт-Петербургской римско-католической академии, в училище и гимназии Видемана (1881—1897). В 1879 году был приглашён для чтения лекций по античной палеографии в Археологический институт.
Скончался от рака мочевого пузыря 24 апреля 1898 года в Санкт-Петербурге. Похоронен на Смоленском лютеранском кладбище.

## Научная деятельность и труды
Известность ему создал обширный труд: «De re metrica poetarum latinorum praeter Plautum et Terentium» (Лейпциг, 1861; дополненное изд., 1894).
Из позднейших трудов его ценны критические издания римских поэтов (вошедшие в лейпцигскую Bibliotheca Teubneriana) — Федра (1868, 1877), Горация (наиболее распространенное издание этого писателя; 1869, 1879 и 1885), Катулла, Тибулла, Проперция и др. (1870).
Особенное значение имеют издания поэтов архаической эпохи:
- «С. Lucili saturarum reliquiae» (Лейпциг, 1872; к ним «Luciliana», Берлин, 1884),
- «Quinti Ennii carminum reliquiae» (Санкт-Петербург, 1884;
- сюда относится «Über meine Ausgabe des Ennius», Санкт-Петербург, 1887) и «Liv ü Andronici et Cn. Naevi fabularum reliquiae» (Берлин, 1885).

Плодом многолетних трудов было капитальное издание, с примечаниями, Нония Марцелла («Noni Marcelli compendiosa doctrina», Лейпциг, 1888—1889), незаменимое пособие для истории древнейшей римской поэзии.
Из историко-литературных работ Миллера важны:
- «Geschichte der klassischen Philologie in den Niederlanden» (Лейпциг, 1869),
- «Leben und Werke des Gaius Lucilius» (Лейпциг, 1876),
- «Friedrich Ritschl.» (2 изд. с приложением: «Gedanken über das Studium der klassischen Philologie», Берлин, 1878),
- «Quintus Ennius» (Санкт-Петербург, 1884),
- «Der saturnische Vers und seine Denkmäler» (Лейпциг, 1885),
- «Die Entstehung der römischen Kunstdichtung» (Гамбург, 1890),
- «Über die Volksdichtung der Römer» (Гамбург, 1891)
- и др.

Миллеру принадлежат также краткие (на латинском языке) учебники латинской метрики (Санкт-Петербург,1878) и орфографии и просодии (Санкт-Петербург, 1878).
В 1880 г. вышел в Лейпциге его более подробный учебник метрики греков и римлян на немецком языке (2 изд., 1885), в том же году переизданный по-русски; он переведен на французский, итальянский и голландский языки.
С русскими примечаниями и введением изданы им «Оды и эподы Горация» (2 изд., Санкт-Петербург, 1889; то же по-немецки, Гиссен, 1882); более научный характер имеет: «Q. Horati Flacci sermonum et epistolarum libri. Mit deutschem Commentar» (В., 1891—1893).
Наряду с большим количеством статей в немецких журналах, ему принадлежат в «Журнале Министерства народного просвещения», кроме статей на латинском языке, несколько статей на русском:
- «О nomen gentile автора Энеиды» (1877, 1),
- «Жизнь и сочинения Горация» (1880; вышло отдельно),
- «Об основах критики в стихотворениях Горация» (1879, 2),
- «О количестве и качестве необходимой для филолога начитанности» (1879, 7),
- «Этюды о древней метрике» (1879, 10),
- ряд рецензий по классической филологии
- и т. д.

Лекции в институте и академии Миллер читал по-латыни; согласно его воззрениям на преподавание (ср. его статью «De primo et gravissimo professoris litterarum antiquarum officio», «Журнал Министерства Народного Просвещения», 1881, 3), они лишены научно-критического аппарата и излагали одни лишь неоспоримые факты в догматической форме.
Ср. о нём брошюру автобиографического содержания: «Ein Horaz-Jubiläum» (Берлин, 1892) и Ф. Корша, в «Филологическом Обозрении» (1895).